# Bette Davis
Ruth Elizabeth Davis, detta Bette (Lowell, 5 aprile 1908 – Neuilly-sur-Seine, 6 ottobre 1989), è stata un'attrice statunitense.
Considerata una delle migliori attrici della storia del cinema hollywoodiano, Davis esordì a Broadway, per poi approdare a Hollywood nei primi anni trenta. Nel 1934, grazie alla sua interpretazione nel film Schiavo d'amore, riuscì a imporsi come stella di prima grandezza fino alla prima metà degli anni quaranta. A partire dalla seconda metà del decennio, alternò momenti di grande successo cinematografico a fasi di appannamento, durante le quali si dedicò maggiormente al teatro. A partire dalla metà degli anni sessanta, cominciò ad alternare regolarmente cinema, teatro e televisione, aggiudicandosi anche un Emmy Award per la sua interpretazione nella miniserie L'abisso - Storia di una madre e di una figlia (1979). Negli anni settanta le fu dedicata la canzone Bette Davis Eyes, composta e interpretata da Jackie DeShannon ma portata al successo da Kim Carnes nel 1981.
Bette Davis è stata la prima donna a venire eletta presidente dell'Academy, e la prima attrice della storia a raggiungere il record di dieci candidature all'Oscar, premio che vinse due volte come miglior attrice: nel 1936 per la sua performance in Paura d'amare (1935) e nel 1939 per il film Figlia del vento (1938). Gli altri film per i quali ottenne la candidatura furono: Tramonto (1939), Ombre malesi (1940), Piccole volpi (1941), Perdutamente tua (1942), La signora Skeffington (1944), Eva contro Eva (1950) per cui vinse, fra gli altri premi, il prix d'intérpretation féminine al Festival di Cannes, La diva (1952) e Che fine ha fatto Baby Jane? (1962). Altri celebri film da lei interpretati sono: Il conte di Essex (1939), L'amica (1943), Peccato (1949), Angeli con la pistola (1961), Piano... piano, dolce Carlotta (1964), Lo scopone scientifico (1972) e Le balene d'agosto (1987).
Nel 1999 l'American Film Institute ha inserito la Davis al secondo posto, dietro Katharine Hepburn, nella classifica delle più grandi star della storia del cinema.

## Biografia

### Infanzia
Ruth Elizabeth Davis, conosciuta fin dall'infanzia come "Betty", nacque il 5 aprile 1908 a Lowell, Massachusetts, figlia di Harlow Morrell Davis (1885-1938), studente di legge di Augusta, Maine, e Ruth Augusta Favour (1885-1961), di Tyngsborough, Massachusetts. La sorella minore era Barbara Harriet. Venne soprannominata Bette dalla madre, che aveva letto il romanzo La cugina Bette di Honoré de Balzac. Nel 1915 i genitori si separarono e Betty frequentò un convitto spartano chiamato Crestalban a Lanesborough, nel Berkshire. Nel 1921 Ruth Davis si trasferì a New York con le sue figlie, dove lavorò come fotografa ritrattista. In questo periodo Betty iniziò a studiare danza con la celebre coreografa e ballerina Martha Graham e ben presto scoprì una grande passione per la recitazione.

### L’esordio a teatro
Frequentò la Cushing Academy, un collegio di Ashburnham, nel Massachusetts, dove incontrò il suo futuro marito, Harmon O. Nelson, noto come "Ham". Nel 1926, a diciotto anni, vide una produzione di Henrik Ibsen, L'anitra selvatica, con Blanche Yurka e Peg Entwistle. In seguito, come ricordò ad Al Cohn di Newsday, "La ragione per cui volevo andare in teatro era a causa di un'attrice di nome Peg Entwistle". Non riuscì ad essere ammessa alla scuola di recitazione "Civic Repertory Theatre" di Manhattan di Eva Le Gallienne, che descrisse il suo atteggiamento come "insincero" e "frivolo".
Passò così alla "John Murray Anderson's Dramatic School" e, per pagarsi gli studi, posò nuda per la scultrice Anna Coleman Ladd, trovando anche un lavoretto come cameriera. Fece quindi un provino a Rochester, New York, per la compagnia teatrale di George Cukor, il quale, benché non fosse molto colpito da lei, le diede il suo primo ruolo retribuito; per il periodo di una settimana interpretò la parte di una chorus girl nella commedia Broadway.
Il primo ruolo importante fu in una produzione del 1929 dei Provincetown Players di Virgil Geddes in The Earth Between, che tuttavia venne posticipata di un anno. Nel 1929 Davis fu scelta da Blanche Yurka per il ruolo di Hedwig, il personaggio che aveva visto interpretare alla Entwistle in L'anitra selvatica. Dopo essersi esibita a Filadelfia, Washington e Boston, debuttò a Broadway nel 1929 in Broken Dishes e, in seguito, con Solid South.

### 1930-1936: primi anni a Hollywood
(Jack Warner)

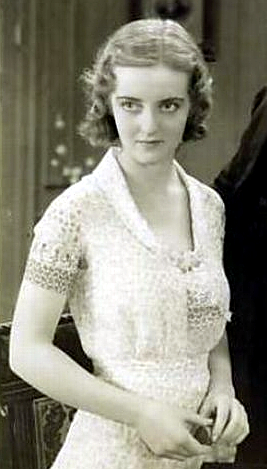
Bette Davis nel suo primo film, The Bad Sister (1931)

I successi teatrali la portarono nel 1930 a Hollywood per un provino agli Universal Studios, accompagnata dalla madre. Successivamente l'attrice raccontò la sua sorpresa poiché nessuno era andato ad accoglierla al suo arrivo. In realtà un dipendente dello studio l'aveva aspettata, ma se n'era andato perché non aveva visto nessuno che "sembrava un'attrice". Fallito il suo primo screen test, fu utilizzata in alcuni provini. In un'intervista del 1971 con Dick Cavett, riferì così la sua esperienza: "Ero la vergine più yankee dell'est, la più modesta che abbia mai camminato sulla terra, mi hanno messo su un divano e ho testato quindici uomini... tutti dovevano giacere sopra di me e darmi un bacio appassionato. Oh, pensavo che sarei morta. Pensavo solo che sarei morta".
Un secondo test fu organizzato per il film La sposa nella tempesta (1931). Vestita in fretta in un costume non adatto con una scollatura bassa, venne respinta dal regista William Wyler, che commentò ad alta voce "Cosa ne pensi di queste dame che mostrano il loro petto e pensano di poter ottenere un lavoro?". Carl Laemmle, a capo degli Universal Studios, pensò di interrompere il contratto, ma il direttore della fotografia Karl Freund gli disse che Davis aveva "occhi deliziosi" e sarebbe stata adatta per il film The Bad Sister (1931), in cui fece il suo debutto cinematografico.
Il suo nervosismo aumentò quando per caso sentì il capo della produzione, Carl Laemmle Jr., commentare con un altro dirigente che aveva "tanto sex appeal quanto Slim Summerville", uno dei co-protagonisti. Il film non fu un successo, e il suo ruolo seguente in Il richiamo dei figli (1931) fu troppo breve per attirare l'attenzione. Gli Universal Studios le rinnovarono il contratto per tre mesi, e apparve in un piccolo ruolo in La donna che non si deve amare (1931), prima di essere prestata alla Columbia Pictures per The Menace e alla Capital Films per Hell's House, entrambi del 1932. Dopo un anno e sei film senza successo, Laemmle scelse di non rinnovarle il contratto.
Si stava ormai rassegnando a tornare a New York quando l'attore George Arliss la scelse per il ruolo di protagonista femminile nel film della Warner Bros. The Man Who Played God (1932). Per il resto della sua vita, Davis accreditò Arliss come colui che contribuì alla fine del periodo di “pausa” della sua carriera. Il Saturday Evening Post scrisse: "Lei non è solo bella, ma fa le bolle con fascino" e la paragonò a Constance Bennett e Olive Borden. La Warner Bros. le fece firmare un contratto di cinque anni e lei rimase con lo studio per i successivi 18 anni.
Il 18 agosto 1932, a Yuma, in Arizona, sposò Harmon Oscar Nelson. Il loro matrimonio finì ben presto nel mirino della stampa, che non mancò di sottolineare i guadagni da 100 $ a settimana del marito rispetto a quelli di lei, che aveva un reddito di 1000 $ a settimana. L'attrice affrontò la questione in un'intervista, sottolineando che molte mogli di Hollywood guadagnavano più dei loro mariti, ma la situazione si era rivelata difficile per Nelson, che non le consentì di acquistare una casa fino a quando non avrebbe potuto permettersi di pagarla lui stesso. Durante questo primo matrimonio, come confessò nella sua autobiografia, ebbe un aborto.

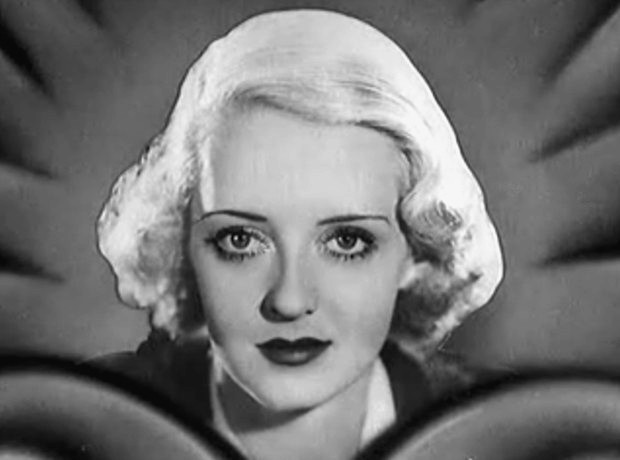
Bette Davis in Three on a Match (1932)

Dopo oltre venti ruoli cinematografici, il personaggio della feroce e sciatta Mildred Rogers in Schiavo d'amore (1934), un adattamento cinematografico del romanzo di William Somerset Maugham, prodotto dalla RKO Pictures, le fece guadagnare il suo primo grande successo di critica e pubblico. Molte attrici note temevano di interpretare personaggi negativi e avevano già rifiutato il ruolo, ma Davis lo considerò un'opportunità per mostrare la gamma delle sue capacità di interprete. Il suo co-protagonista Leslie Howard, inizialmente scettico nei suoi confronti, cambiò atteggiamento man mano che procedevano le riprese e in seguito parlò molto bene delle sue capacità professionali. Il regista John Cromwell le lasciò una grande libertà: "Ho lasciato che Bette avesse la testa, mi sono fidato del suo istinto". E insistendo sul fatto che non fosse truccata nella scena della sua morte: "Le ultime fasi di consumo, povertà e abbandono non sono carine, e volevo essere convincente."
Il film fu un successo, ricevette vari elogi dalla critica, e Life scrisse che si trattò "probabilmente della migliore performance mai registrata sullo schermo da un'attrice statunitense". Davis sperava che il successo del film avrebbe incoraggiato la Warner Bros. ad affidarle ruoli più importanti e fu delusa quando Jack L. Warner si rifiutò di prestarla alla Columbia Studios per apparire in Accadde una notte, scritturandola per il melodramma Housewife. Quando non ottenne la candidatura all'Oscar per Schiavo d'amore, l'Hollywood Citizen News mise in dubbio l'omissione e Norma Shearer, che era stata invece nominata, si unì a una campagna in favore della candidatura per la collega. L'iniziativa portò ad una comunicazione da parte del presidente dell'Academy, Howard Estabrook, il quale affermò che, date le circostanze, "qualsiasi elettore... potrebbe scrivere sul voto la sua scelta personale per i vincitori", consentendo così, per la prima e unica volta nella storia dell'Academy, la possibilità di votare un candidato non ufficialmente nominato per un premio. L'episodio portò, tuttavia, a un cambiamento nelle procedure di voto dell'Academy l'anno successivo: le nomine erano determinate dai voti di membri idonei di una particolare branca, piuttosto che da un comitato più ristretto, con risultati indipendentemente tabulati dalla ditta di contabilità Price Waterhouse.
Ottenne poi ottime critiche in Paura d'amare (1935) nel ruolo di una giovane attrice alcolizzata salvata da un architetto, interpretato da Franchot Tone. E. Arnot Robertson scrisse in Picture Post: "Penso che Bette Davis sarebbe stata probabilmente bruciata come strega se avesse vissuto due o trecento anni prima. Lei dà la curiosa sensazione di essere carica di un potere che non trova sbocchi ordinari". Il New York Times la proclamò come "una delle più interessanti tra le attrici cinematografiche". Per questo film vinse l'Oscar alla miglior attrice, ma commentò che era stato un riconoscimento tardivo per Schiavo d’amore, definendolo un "premio di consolazione". Durante le riprese si innamorò, ricambiata, di Tone, vedendo in lui un partner cinematografico ideale, dato che provenivano entrambi dal mondo del teatro e condividevano le stesse idee politiche. Ma Tone era corteggiato anche da Joan Crawford. Da questo triangolo né usci vincitrice Crawford, che sposò Tone in quello stesso anno, un fatto che Davis non le perdonò mai e contribuì all'inizio della loro ostilità.
Per il resto della sua vita, sostenne inoltre di aver dato lei alla statuetta il suo nome familiare di "Oscar", perché il suo posteriore assomigliava a quello di suo marito, il cui secondo nome era Oscar, sebbene l'Academy abbia sempre fatto ufficialmente riferimento ad un'altra storia. Nel suo successivo film, La foresta pietrificata (1936), recitò nuovamente con Leslie Howard e, per la prima volta, con Humphrey Bogart, del quale riconobbe subito il grande talento, come ricordò poi molti anni dopo.

### I contrasti con la Warner Bros.

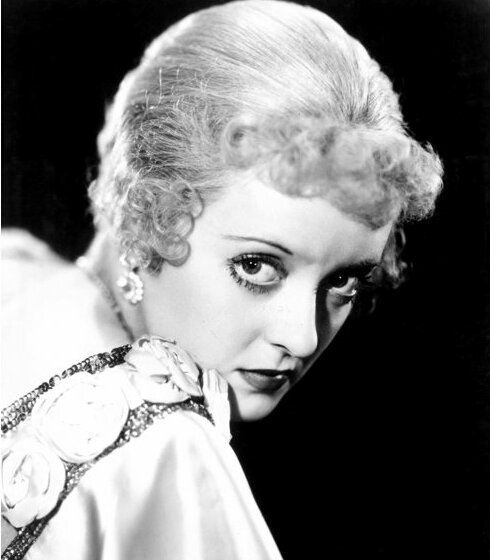
Bette Davis nel 1934

Convinta che la sua carriera finisse danneggiata da una serie di film mediocri, nel 1936 accettò un'offerta per apparire in due pellicole in Gran Bretagna. Sapendo che così avrebbe violato il suo contratto con la Warner Bros., fuggì in Canada; alla fine portò il suo caso in tribunale in Gran Bretagna, sperando di ottenere il suo contratto.
Successivamente ricordò la dichiarazione di apertura dell'avvocato, Patrick Hastings, che rappresentava la Warner Bros. e che invitò la corte a "giungere alla conclusione che questa è una signorina piuttosto birichina, e che quello che vuole è più denaro", deridendo la descrizione di Davis del suo contratto come "schiavitù" affermando, erroneamente, che le venivano pagati 1.350 dollari a settimana. E osservò che, «se qualcuno vuole mettermi in servitù perpetua sulla base di tale remunerazione, mi preparerò a considerarlo.» La stampa britannica le offrì poco sostegno, ritraendola come strapagata e ingrata.
Davis spiegò così il suo punto di vista a un giornalista: «Sapevo che, se avessi continuato a recitare in altri film mediocri, non avrei lasciato nessuna carriera per cui valesse la pena di lottare.» Il suo avvocato presentò come reclami che poteva essere sospesa senza paga per aver rifiutato una parte, con il periodo di sospensione aggiunto al suo contratto, non poteva essere chiamata a svolgere qualsiasi ruolo, indipendentemente dalle sue convinzioni personali potrebbe essere obbligata a sostenere un partito politico contro le sue convinzioni e che la sua immagine potrebbero essere mostrata in qualsiasi modo ritenuta adeguata dallo studio.
L'attrice perse la causa, rimase senza reddito e le vennero addebitate le spese legali; tornò quindi a Hollywood per riprendere la sua carriera. Olivia de Havilland fu al centro di un caso simile nel 1943, e vinse.

### Anni quaranta: il successo e il declino
Ritornata alla Warner, rimase colpita dalla parte che le venne offerta in Le cinque schiave (1937) di Lloyd Bacon, ovvero una prostituta che finisce sfregiata in un dramma di gangster ispirato al caso di Lucky Luciano. Per la sua interpretazione, venne premiata con la Coppa Volpi al Festival di Venezia del 1937. Con grande sorpresa della critica cinematografica, accettò quindi un piccolo ma incisivo ruolo in L'uomo di bronzo (1937) di Michael Curtiz, di nuovo accanto a Humphrey Bogart. Nello stesso anno recitò in Vivo per il mio amore di Edmund Goulding, remake del film L'intrusa (1929) con Gloria Swanson, e Avventura a mezzanotte di Archie L. Mayo, recitando per l'ultima volta a fianco di Leslie Howard, e per la prima accanto alla futura amica Olivia de Havilland.
Il successivo film fu Figlia del vento (1938), un dramma che era stato interpretato a teatro da Miriam Hopkins senza riscuotere grande successo; la Hopkins aveva l'esclusiva per la versione cinematografica, ma fu rimpiazzata da Bette Davis, che in tale occasione recitò accanto a Henry Fonda. Durante la produzione ebbe una relazione con il regista William Wyler, che più tardi descrisse come "l'amore della mia vita", e disse che fare il film con lui era "il momento della mia vita e della mia felicità più perfetto". Figlia del vento segnò l'inizio della fase di maggior successo della sua carriera: vinse il secondo Oscar come miglior attrice e negli anni successivi venne inserita nell'annuale Quigley Poll come una delle dieci migliori stelle, redatta con i voti dei gestori di sale cinematografiche negli Stati Uniti per le star che avevano garantito più entrate nei loro cinema rispetto all'anno precedente.

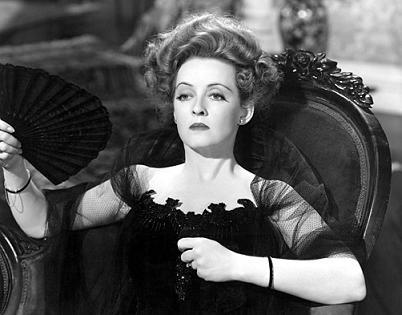
Bette Davis in Piccole volpi (1941)

Il suo ruolo di viziata bella del sud portò la stampa a speculare sul fatto che l'attrice sarebbe stata scelta per interpretare Scarlett O'Hara in Via col vento. Il ruolo era stato promesso a Davis quando i diritti del romanzo appartenevano alla Warner Brothers, ma l'attrice, che doveva accettare un ruolo nel film La legge della foresta (1937) di William Keighley, si rifiutò. Ciò portò alla sospensione della produzione fino alla causa legale. Successivamente l'attrice espresse il suo desiderio di interpretare il ruolo della protagonista, e mentre David O. Selznick stava conducendo una ricerca per quel personaggio, un sondaggio radio la definì la favorita del pubblico. Warner offrì i suoi servizi a Selznick come parte di un accordo che comprendeva anche Errol Flynn e Olivia de Havilland, ma Selznick non la considerò adatta e rifiutò l'offerta; lei stessa, peraltro, non volle saperne di tornare a recitare con Flynn. Alla fine Vivien Leigh venne scelta per impersonare Rossella O'Hara, vincendo l'Oscar come miglior attrice protagonista.
In contrasto con il successo professionale, suo marito Ham Nelson non era riuscito a intraprendere una carriera autonoma, e la loro relazione entrò profondamente in crisi. Nel 1938 Nelson ottenne le prove che la moglie aveva una relazione con Howard Hughes, e successivamente presentò domanda di divorzio, citandola come "crudele e disumana". Emotivamente provata durante le riprese del film Tramonto (1939), Davis pensò di abbandonare il set, ma il produttore Hal B. Wallis la convinse a portare la propria disperazione nella recitazione.
Il film fu uno dei maggiori successi dell'anno e il ruolo di Judith Traherne le procurò una candidatura all'Oscar. Negli anni successivi, l'attrice citò questa performance come la sua preferita. Nel 1939 apparve in altri tre film di successo: Il grande amore di Edmund Goulding, con Miriam Hopkins (che ostacolò il suo lavoro durante le riprese), Il conquistatore del Messico di William Dieterle, con Paul Muni, e Il conte di Essex di Michael Curtiz, con Errol Flynn, che fu il suo primo film a colori. Per interpretare l'anziana Elisabetta I d'Inghilterra, si rasò l'attaccatura dei capelli e le sopracciglia.
Ormai considerata la "stella più redditizia” della Warner Bros. e la diva assoluta della Major, continuò a recitare in ruoli drammatici, e venne spesso ripresa in primi piani che sottolineavano i suoi occhi quale tratto distintivo della sua immagine. Paradiso proibito (1940) di Anatole Litvak fu il film di maggior successo finanziario della sua carriera. Ombre malesi (1940) di William Wyler venne considerato "uno dei migliori film dell'anno" da The Hollywood Reporter, e l'interpretazione di Davis conquistò l'ammirazione unanime per il suo ritratto di un'assassina adultera, in un ruolo portato al successo in precedenza da Katharine Cornell.
Durante questo periodo ebbe una relazione con il suo partner cinematografico George Brent (recitarono insieme in ben otto film) che le propose il matrimonio, ma l'attrice rifiutò, avendo incontrato Arthur Farnsworth, nel New England. Davis e Farnsworth si sposarono nel ranch di lui, a Rimrock, in Arizona, nel dicembre 1940. Nel gennaio 1941 divenne la prima donna presidente dell'Academy of Motion Picture Arts and Sciences, ma si oppose ai membri del comitato, respingendo in particolare l'idea che lei fosse solo "un'immagine rappresentativa". Di fronte alla disapprovazione e alla resistenza del comitato, si dimise e gli succedette il suo predecessore, il produttore Walter Wanger.
In quell'anno recitò in tre film: La grande menzogna di Edmund Goulding, con George Brent, in un ruolo molto diverso, dal momento che interpretava un personaggio gentile e comprensivo; contribuì inoltre a rendere più ampio e incisivo il ruolo di Mary Astor che vinse l'Oscar come migliore attrice non protagonista, dedicando il premio proprio alla collega. La Warner, preoccupata che il pubblico si potesse stancare di lei come attrice drammatica, le propose la commedia Sposa contro assegno di William Keighley: Davis trovò il ruolo un piacevole diversivo e James Cagney un partner ideale e divertente. In seguito si disse molto dispiaciuta di non aver più lavorato con lui.
Wyler la diresse per una terza volta nel dramma di Lillian Hellman Piccole volpi (1941), nel ruolo di Regina Giddens, originariamente interpretato a Broadway da Tallulah Bankhead. L'attrice e il regista si scontrarono sul set poiché Wyler intendeva incoraggiarla ad emulare l'interpretazione teatrale della Bankhead, ma lei voleva rendere il personaggio a suo modo. Ottenne un'altra candidatura all'Oscar per la sua interpretazione, ma non lavorò più con Wyler.
Dopo l'attacco di Pearl Harbor, trascorse i primi mesi del 1942 impegnandosi al sostegno della causa bellica: riuscì a vendere titoli di guerra per 2 milioni di dollari in due giorni, oltre a una sua foto nel film Figlia del vento per $ 250.000. Si esibì anche per reggimenti afroamericani come unico membro bianco di una compagnia formata da Hattie McDaniel, Lena Horne ed Ethel Waters. Su suggerimento di John Garfield e con l'aiuto di Warner, Cary Grant e Jule Styne - trasformò un vecchio nightclub nella Hollywood Canteen, un ritrovo per soldati che venne inaugurato il 3 ottobre 1942. Le più famose stelle di Hollywood parteciparono volontariamente alle attività di intrattenimento in favore dei militari in licenza, e Davis si assicurò che in ogni serata fossero presenti "nomi" importanti. Apparve come se stessa nel film Ho baciato una stella (1944) di Delmer Daves, che usava il ritrovo come ambientazione per una storia di fantasia. Come commentò in seguito: "Ci sono pochi risultati nella mia vita di cui sono sinceramente fiera: l'Hollywood Canteen è una di queste". Nel 1980 ricevette la Distinguished Civilian Service Medal, il massimo riconoscimento civile del Dipartimento della Difesa degli Stati Uniti per il suo lavoro con l'Hollywood Canteen. Durante i primi anni quaranta, molte delle scelte cinematografiche furono influenzate dalla guerra, come nei film Quando il giorno verrà (1943), da Lillian Hellman, e Sotto le stelle di Hollywood (1943), un musical all-star spensierato, in cui le star presenti donarono le loro quote all'Hollywood Canteen. L'attrice eseguì anche una canzone, "They're E Too Young o Too Old", che diventò una hit dopo l'uscita del film.
In seguito mostrò poco interesse per il film Perdutamente tua (1942) di Irving Rapper, finché Hal B. Wallis la convinse che il pubblico femminile aveva bisogno di drammi romantici per distrarsi dalle notizie di guerra. Divenne così uno dei suoi più noti "ritratti femminili". In una delle scene più imitate del film, Paul Henreid accende due sigarette mentre fissa gli occhi di Bette Davis e ne passa una a lei. I critici cinematografici si complimentarono per la sua performance, la National Board of Review commentò che l'attrice diede al film "una dignità non pienamente garantita dalla sceneggiatura". L'amica (1943) di Vincent Sherman la riunì con Miriam Hopkins in una storia di due vecchie amiche che affrontano le tensioni create quando una di loro diventa una scrittrice di successo. Bette Davis ritenne che la Hopkins avesse cercato a tutti i costi di dare più risalto al suo personaggio per tutto il film. Il regista Vincent Sherman ricordò invece l'intensa competizione e l'astio tra le due protagoniste, e in seguito Davis scherzò spesso sul fatto che non aveva trattenuto nulla in una scena in cui le era stato richiesto di scuotere fortemente la Hopkins, in un impeto di rabbia.
Nell'agosto del 1943 suo marito Arthur Farnsworth cadde accidentalmente mentre camminava lungo una strada di Hollywood, e morì due giorni dopo. Un'autopsia rivelò che la sua caduta era stata causata da una frattura del cranio riportata due settimane prima. Davis testimoniò in un'inchiesta, dichiarando che non conosceva la causa della ferita. Alla fine, la morte fu riconosciuta come accidentale. Sconvolta dalla tragedia, tentò di lasciare le riprese del suo film seguente, La signora Skeffington (1944) di Vincent Sherman, ma Jack Warner, che aveva interrotto la produzione dopo la morte di Farnsworth, la convinse a terminare le riprese. Anche se si era guadagnata la reputazione di artista schietta ed esigente, il suo comportamento durante le riprese di La signora Skeffington fu anomalo: litigò con il regista, rifiutando di filmare alcune scene e insistendo sul fatto che alcuni set venissero ricostruiti; improvvisò dialoghi, causando confusione tra gli altri attori, e fece infuriare lo scrittore Julius Epstein, chiamato a riscrivere le scene secondo il suo capriccio. In seguito, così spiegò le sue azioni: "Quando ero molto infelice, mi scagliavo, piuttosto che piagnucolare". Alcuni recensori la criticarono per la sua interpretazione eccessivamente colorita; James Agee scrisse che "dimostra gli orrori dell'egocentrismo su vasta scala".

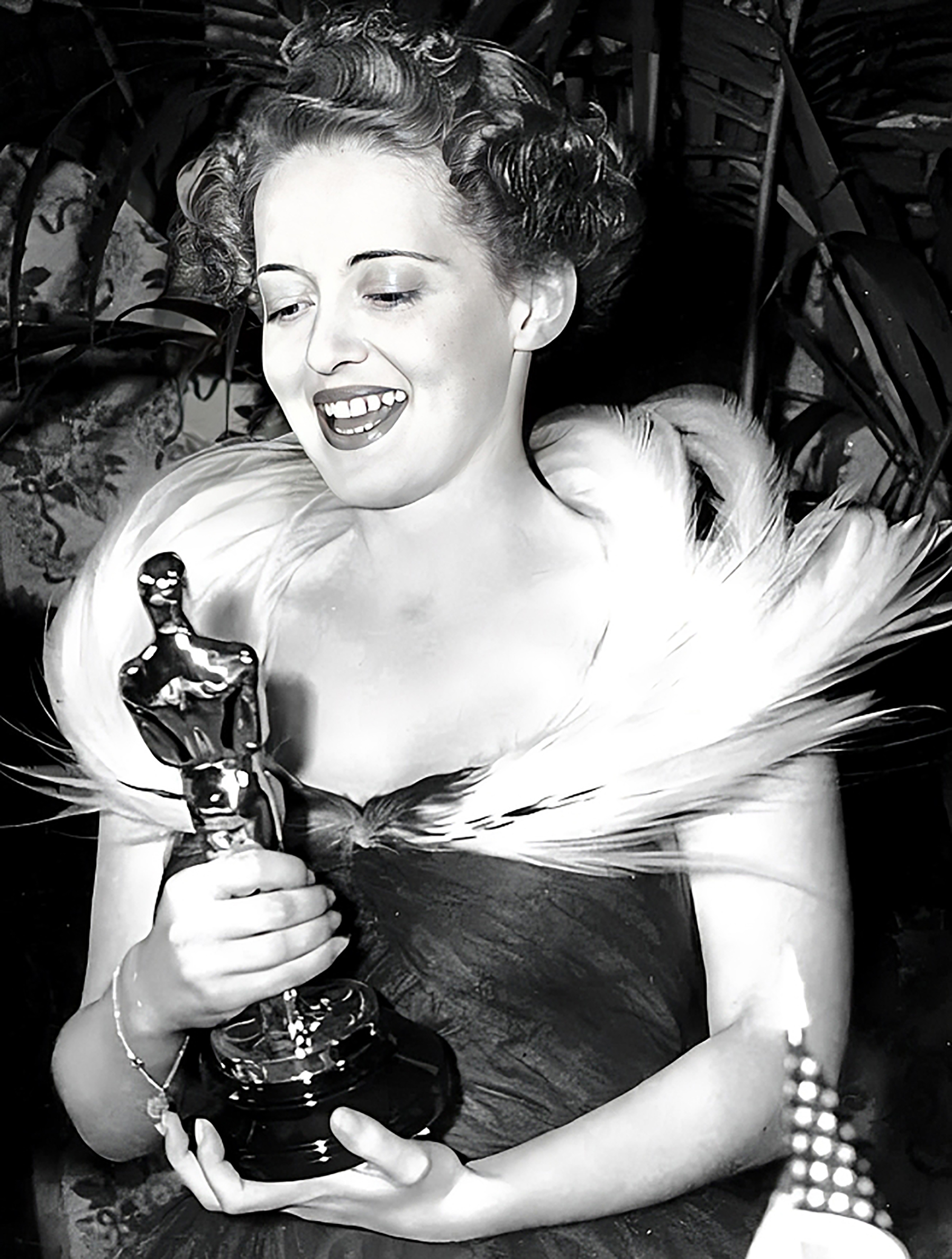
Betty Davis con l'Oscar vinto nel 1939

Nel 1945 sposò l'artista William Grant Sherry, che lavorava anche come massaggiatore. Ne era stata affascinata dopo averlo sentito affermare di non aver mai sentito parlare di lei, e quindi non ne era intimidito. Lo stesso anno rifiutò il ruolo di protagonista in Il romanzo di Mildred (1945) di Michael Curtiz, un ruolo per il quale Joan Crawford vinse un Oscar, mentre invece realizzò Il grano è verde (1945) di Irving Rapper, basato su una commedia di Emlyn Williams. In quest'ultimo film interpretò Miss Moffat, un'insegnante inglese di mezza età che salva un giovane minatore gallese (John Dall) da una vita nelle miniere di carbone, offrendogli un'istruzione. La parte era stata interpretata a teatro da Ethel Barrymore, ma la Warner Bros. ritenne che la versione cinematografica dovesse avere una protagonista più giovane. L'attrice non fu d'accordo, e insistette per interpretare la parte per come era scritta, indossando una parrucca grigia e curando altri particolari per dimostrare un aspetto invecchiato e sciatto. Il film fu ben accolto dalla critica e realizzò un profitto di 2,2 milioni di dollari. Il critico E. Arnot Robertson osservò: "Solo Bette Davis... avrebbe potuto combattere con successo l'ovvia intenzione degli adattatori del testo teatrale di rendere il sesso come punto dell'interesse del personaggio principale per il giovane minatore..." e concluse che "la sottile interpretazione su cui ha insistito" ha focalizzato l'attenzione sulla "pura gioia nell'insegnare la conoscenza".
Il film successivo, L'anima e il volto (1946) di Curtis Bernhardt, fu l'unico da lei realizzato con la sua società di produzione, BD Productions: vi interpretò il doppio ruolo di due gemelle. Il film ottenne recensioni negative, e fu descritto da Bosley Crowther come "un pezzo angosciosamente vuoto"; ma, con un profitto di 2,5 milioni di dollari, fu uno dei suoi più grandi successi al botteghino del 1946. Il film seguente, Il prezzo dell'inganno (1946) di Irving Rapper, fu invece il primo dei suoi film a perdere soldi. Il successivo Anime in delirio (1947) era stato creato su misura per lei, tuttavia l'attrice scoprì di essere incinta e andò in congedo di maternità. La rivale Joan Crawford fu così chiamata ad interpretare il suo ruolo, e venne candidata all'Oscar come miglior attrice. Nel 1947, all'età di 39 anni, diede alla luce la figlia Barbara Davis Sherry (nota come BD) e in seguito scrisse nel suo libro di memorie che l'esperienza della maternità la assorbì completamente e che pensò di porre fine alla sua carriera. Tuttavia, negli anni seguenti, il suo rapporto con la figlia iniziò a peggiorare, e la sua popolarità entrò in un progressivo declino.
Nel 1948 fu scelta per il melodramma L'uomo proibito. Sebbene inizialmente fosse entusiasta, apprese che Jack Warner aveva predisposto un'illuminazione "più morbida" per mascherare la sua età. Ricordò di aver visto la stessa tecnica di illuminazione "sui set di Ruth Chatterton e Kay Francis, e sapevo cosa volevano dire". Alla delusione iniziale si aggiunse l'insicurezza sulle capacità del coprotagonista, Jim Davis, al suo primo ruolo sullo schermo; in disaccordo con le modifiche apportate alla sceneggiatura a causa delle restrizioni della censura, scoprì che molti degli aspetti del ruolo che inizialmente aveva approvato erano stati tagliati. Il film fu poi descritto da Bosley Crowther come "interminabile", notando che "di tutti i miserabili dilemmi in cui è coinvolta Miss Davis... questa è probabilmente la peggiore". Fu un fallimento al botteghino e lo studio perse quasi $ 1 milione.
Mentre girava Vorrei sposare (1948) di Bretaigne Windust, l'attrice si scontrò con il coprotagonista Robert Montgomery, che in seguito descrisse come "una versione maschile di Miriam Hopkins... un attore eccellente, ma dedito a rubarti la scena". Il film fu la sua prima commedia dopo diversi anni, e le valse alcune recensioni positive, ma non fu particolarmente apprezzato dal pubblico. Nonostante le scarse entrate al botteghino dai suoi film più recenti, nel 1949, negoziò un nuovo contratto di quattro film con la Warner Bros. con la paga di $ 10 285 a settimana, rendendola l'attrice più pagata negli Stati Uniti.
Tuttavia Jack Warner si rifiutò di concedere l'approvazione della sceneggiature da parte di Davis e la scelse per Peccato (1949) di King Vidor. A quanto riferito l'attrice, che odiava la sceneggiatura, pregò Warner di modificare il ruolo, ma ottenne un rifiuto. Dopo che il film venne completato, la sua richiesta di rottura del contratto fu onorata. Le recensioni del film furono severe. Dorothy Manners, scrivendo per il Los Angeles Examiner, lo descrisse il film come "uno sfortunato finale della sua brillante carriera". Hedda Hopper aggiunse: "Se Bette avesse intenzionalmente deciso di distruggere la sua carriera, non avrebbe potuto scegliere un veicolo più appropriato". Il film divenne celebre per la battuta “Che topaia!” (What a dump!), che venne associata a Davis dopo il riferimento nel dramma teatrale di Edward Albee Chi ha paura di Virginia Wolf?. Bette Davis lasciò dopo diciotto anni lo studio cinematografico che aveva contribuito, dopo una dura lotta, a renderla una delle massime stelle hollywoodiane negli anni quaranta.

### Gli anni cinquanta

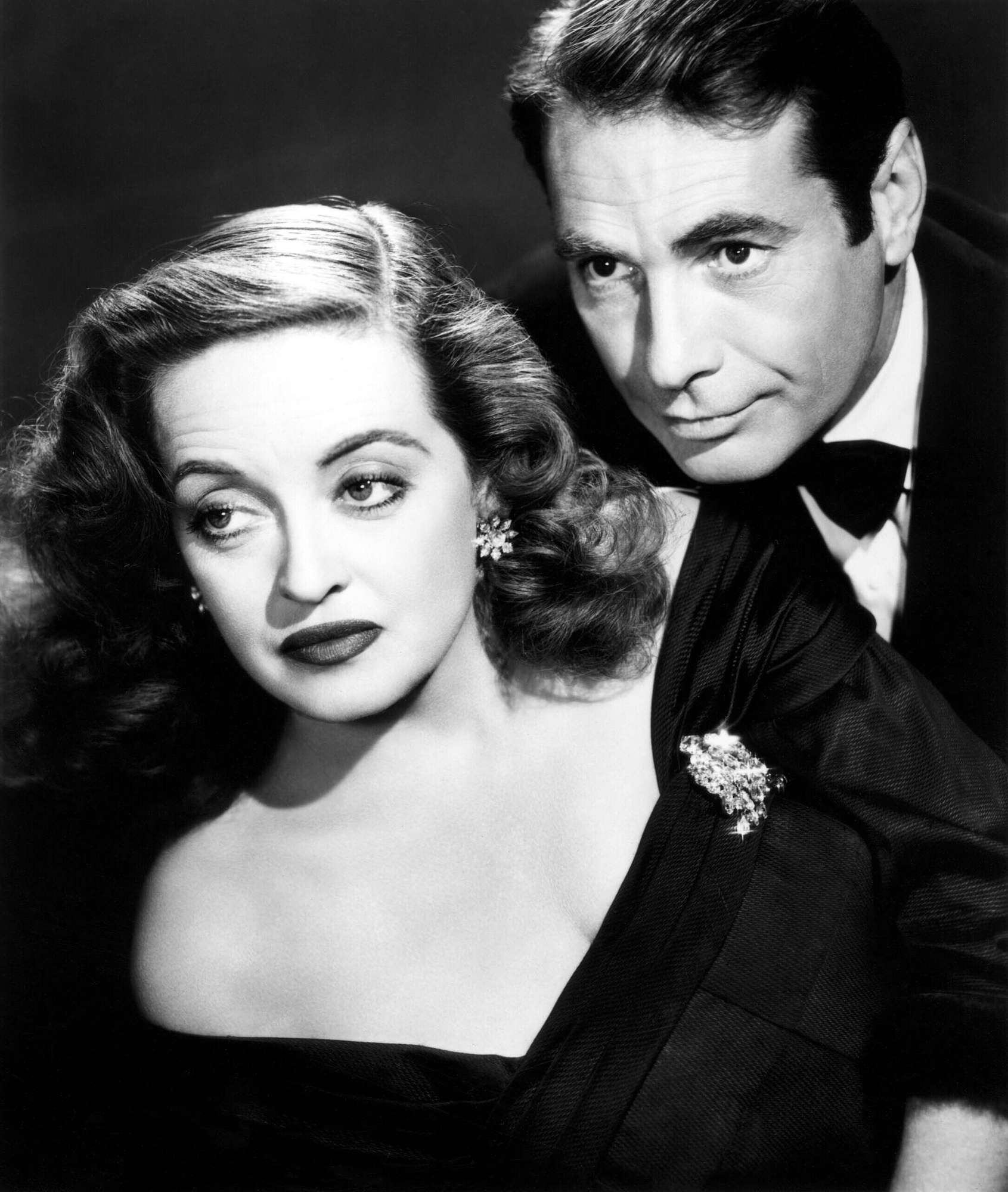
Bette Davis e Gary Merrill in Eva contro Eva (1950)

Tra i ruoli cinematografici che le vennero offerti all'inizio del decennio vi fu quello di Rose Sayer in La regina d'Africa (1951) di John Huston. Una volta informata che avrebbe avuto come partner John Mills e che il film sarebbe stato girato in Africa, l'attrice decise di rifiutare la parte; Katharine Hepburn interpretò poi quel personaggio, e fu candidata all'Oscar come miglior attrice. A Davis venne offerto un ruolo anche in una versione cinematografica nel dramma carcerario di Virginia Kellogg Women Without Men. Originariamente era stato concepito per accoppiare l'attrice con Joan Crawford, ma Davis chiarì che non sarebbe apparsa in nessun "film dyke", che venne poi realizzato con il titolo di Prima colpa (1950), con la regia di John Cromwell e i ruoli principali affidati a Eleanor Parker e Agnes Moorehead.
Nel 1949 cominciò le riprese di The Story of a Divorce, che fu distribuito dalla RKO Radio Pictures soltanto due anni dopo con il titolo Payment on Demand (titolo italiano L'ambiziosa, 1951) di Curtis Bernhardt. Poco prima di terminare le riprese, il produttore Darryl F. Zanuck le offrì il ruolo (inizialmente previsto per Claudette Colbert e proposto anche a Ingrid Bergman) dell'attrice teatrale Margo Channing in Eva contro Eva (1950). Letta la sceneggiatura, tratta dal racconto The Wisdom of Eve (1946) di Mary Orr, la descrisse come la migliore che avesse mai ricevuto e accettò la parte, unendosi al cast per iniziare le riprese a San Francisco. Durante la produzione stabilì quella che sarebbe diventata una lunga amicizia con la sua coprotagonista Anne Baxter (acerrima nemica nel film) e una relazione sentimentale con il coprotagonista Gary Merrill, che la portò al matrimonio una volta terminate le riprese. Il regista del film Joseph L. Mankiewicz disse: "Bette era una lettera perfetta, era una sillaba perfetta, il sogno del regista: l'attrice preparata".
I critici si complimentarono per questa interpretazione e molte delle sue battute sono rimaste famose nel tempo, in particolare «Fasten your seatbelts… we gonna have a bompy night! (Allacciate le vostre cinture... Avremo una notte movimentata!)'» che nel doppiaggio italiano diventò il meno rarefatto e non altrettanto geniale “Prendete il salvagente… c’è aria di burrasca!“ Venne nuovamente candidata all'Oscar alla miglior attrice, e critici come Gene Ringgold descrissero quella di Margo Channing come la sua "migliore performance di tutti i tempi". Pauline Kael scrisse che gran parte della visione di Mankiewicz del "teatro" era "assurda", ma lodava Davis, scrivendo "[il film è] salvato da una performance reale: Bette Davis è al suo istinto più. La sua attrice, vana, spaventata, una donna che si spinge troppo oltre le sue reazioni e le sue emozioni, fa sì che tutto si avveri".

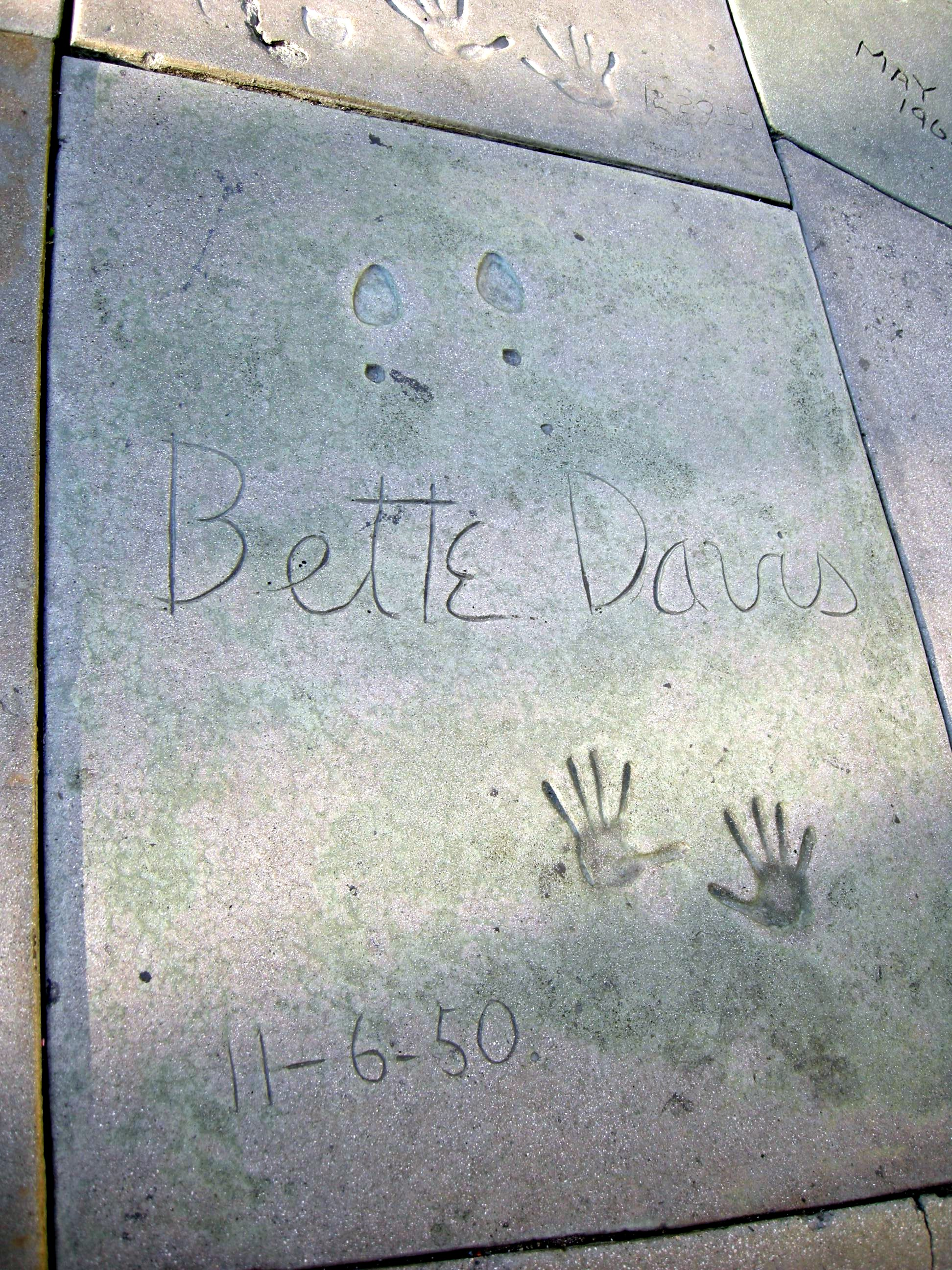
Impronte di Bette Davis al Chinese Theatre di Los Angeles

Per questo film vinse il premio come migliore attrice al Festival di Cannes e il New York Film Critics Circle Award, ricevendo anche il San Francisco Film Critics Circle come miglior attrice, dopo essere stata candidata quale peggiore attrice del 1949 per il film Peccato. Durante questo periodo fu invitata a lasciare le sue impronte al Grauman's Chinese Theatre. Il 3 luglio 1950 divorziò da William Sherry, e il 28 luglio sposò Gary Merrill. Con il consenso di Sherry, Merrill adottò Barbara, la figlia di Davis con Sherry. Nel gennaio del 1951 la coppia adottò una bambina di appena cinque giorni che fu chiamata Margot Mosher Merrill, in ricordo di Margo Channing, stabilendosi con i figli in una tenuta sulla costa di Cape Elizabeth, nel Maine. I due soggiornarono anche in Inghilterra dove recitarono insieme nel film giallo La fossa dei peccati (1952) di Irving Rapper, che ottenne recensioni tiepide e scarsi risultati al botteghino, mentre i giornalisti di Hollywood scrissero che il grande ritorno di Bette Davis era svanito; ebbe una nuova candidatura all'Oscar per La diva (1952) di Stuart Heisler, accanto a Sterling Hayden, che però non fermò il suo declino artistico.
In quel periodo Davis e Merrill adottarono un altro bambino, Michael (nato il 5 gennaio 1952), e nello stesso anno l'attrice apparve nella rivista di Broadway Two's Company diretta da Jules Dassin. Era a disagio a lavorare fuori dal cinema; non era mai stata un'artista da musical e la sua limitata esperienza teatrale risaliva a più di 20 anni prima. Era anche gravemente malata e fu operata per osteomielite della mandibola. Nel frattempo alla figlia Margot fu diagnosticata una grave lesione al cervello a causa di una ferita subita durante o poco dopo la sua nascita, e fu collocata in istituto di cura; la vicenda segnò profondamente l'attrice che fu comunque molto presente per la figlia, chiamandola ed incontrandola spesso. Durante questo periodo il rapporto tra Davis e Merrill entrò in crisi; in seguito l'attrice ebbe modo di ricordare episodi di abuso di alcol e di violenza domestica.
Pochi dei suoi film negli anni cinquanta ottennero successo e molte delle sue interpretazioni vennero giudicate negativamente dalla critica. The Hollywood Reporter parlò di manierismi «che ci si aspetterebbe di trovare in un'imitazione di nightclub di [Davis]», mentre il critico londinese Richard Winninger scrisse: «La signorina Davis, con più parole rispetto alla maggior parte delle stelle riguardo a quali film produce, sembra essere caduta nell'egoismo. Il criterio per la sua scelta del film sembra essere che nulla deve competere con la sua piena esposizione di ogni aspetto della sua arte. Solo i film cattivi sono abbastanza buoni per lei.»
Tra i pochi titoli di questo periodo, da ricordare Il favorito della grande regina (1955) di Henry Koster, in cui interpretò per la seconda volta la regina Elisabetta I, Pranzo di nozze (1956) di Richard Brooks e Al centro dell'uragano (1956) di Daniel Taradash, ove l'attrice venne giudicata fuori parte. Ottenne solo ruoli marginali nelle pellicole Il capro espiatorio (1958) di Robert Hamer e Il grande capitano (1959) di John Farrow, ove i protagonisti erano rispettivamente Alec Guinness (con il quale non vi fu accordo) e Robert Stack; entrambe ebbero scarso successo. In parallelo alla sua carriera in declino, anche il matrimonio con Merrill continuò a deteriorarsi, per concludersi con il divorzio nel 1960. L'anno seguente sua madre morì. Nello stesso periodo lavorò in televisione (dove era apparsa per la prima volta nel 1956 nella serie antologica General Electric Theater), apparendo in tre episodi della popolare serie della NBC Carovane verso il West, tra il 1959 e il 1961.
Nel 1960 l'attrice, che era una democratica tesserata, apparve alla Convention nazionale dei democratici di Los Angeles, dove incontrò il futuro presidente John F. Kennedy, che ammirava molto. Al di fuori della recitazione e della politica, era un'attiva e praticante fedele della chiesa episcopale.

### Gli anni sessanta

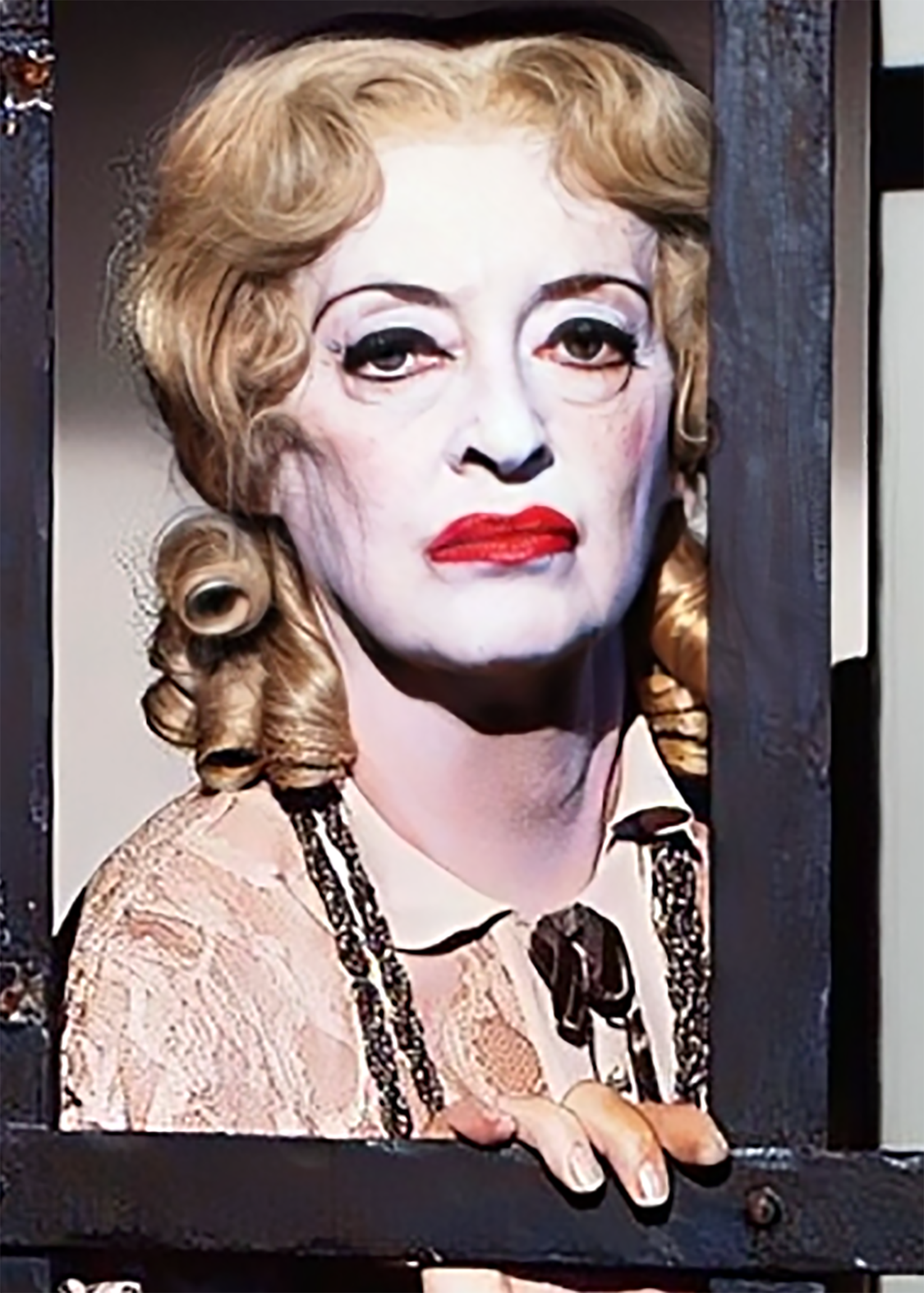
Bette Davis nel ruolo di Jane Hudson in Che fine ha fatto Baby Jane? (1962)

Nel 1961 fece ritorno a Broadway con La notte dell'iguana di Tennessee Williams, che si rivelò piuttosto mediocre, ma lasciò il palcoscenico dopo soli sei mesi di repliche a causa di "malattie croniche", facendosi sostituire da Shelley Winters. Subito dopo recitò accanto a Glenn Ford, Hope Lange e all'esordiente Ann-Margret nel film Angeli con la pistola (1961) di Frank Capra, un remake della pellicola Signora per un giorno diretta dallo stesso Capra nel 1933 e basata su una storia di Damon Runyon. La pellicola, uscita negli Stati Uniti nel periodo delle vacanze natalizie, ebbe un grande successo di pubblico e consentì all'attrice di divertirsi, come riferì lei stessa, apparendo nel ruolo di una vecchia stracciona mendicante che si trasforma in un'elegante signora del bel mondo.
Durante la repliche teatrali di La notte dell'iguana fu avvicinata da Joan Crawford che le propose il ruolo di coprotagonista in un film tratto dal romanzo What Ever Happened to Baby Jane? di Henry Farrell, pubblicato nel 1960. L'attrice non era convinta, data anche la notoria antipatia verso la storica rivale, ma dopo aver letto il romanzo accettò la parte. Con Che fine ha fatto Baby Jane? (1962) di Robert Aldrich, intuì che il film avrebbe potuto fare colpo sullo stesso pubblico che due anni prima aveva decretato l'enorme successo di Psyco di Alfred Hitchcock. Dopo molti anni ritornò così a lavorare per una produzione della Warner, negoziando un contratto che le assicurava il 10 per cento dei profitti lordi mondiali, oltre al suo stipendio. Il film di Aldrich si rivelò uno dei più grandi successi di quell'anno. Davis e Crawford interpretavano rispettivamente Jane e Blanche Hudson, due attempate sorelle, ex celebri attrici degli anni trenta, pressoché dimenticate dal pubblico e costrette dalle circostanze a condividere un'esistenza isolata in una relativamente modesta villa a Hollywood.
Il regista Robert Aldrich spiegò che entrambe le star erano ben consapevoli dell'importanza del film per le rispettive carriere in quel momento, e commentò: «È giusto dire che si sono davvero detestate a vicenda, ma si sono comportate perfettamente.» La produzione si rivelò in realtà molto travagliata: Crawford si sentiva minacciata dal talento di Davis, e tra le due iniziò una guerra tra dispetti e ripicche. A conclusione delle riprese, i loro commenti pubblici l'una contro l'altra trasformarono la tensione in una rivalità destinata a durare per tutta la vita, che raggiunse il culmine in occasione della notte degli Oscar del 1963. Delle due, solo Davis venne candidata per l'Academy Award come migliore attrice protagonista. A quel punto, Crawford ebbe l'idea di contattare le altre candidate come migliore attrice, offrendosi personalmente di accettare il premio per loro conto nel caso in cui avessero vinto; ne parlò prima con Geraldine Page, in lizza per La dolce ala della giovinezza e che non accettò la proposta, e poi con Anne Bancroft, candidata per Anna dei miracoli, la quale invece si mostrò molto comprensiva, capendo le sue ragioni e sostenendo che anche Crawford avrebbe dovuto ottenere una candidatura. Quando Anne Bancroft fu annunciata come vincitrice, Crawford si presentò sul palco e accettò il premio per suo conto. Davis ricevette una candidatura anche al BAFTA Award per questa performance; la figlia Barbara (accreditata come BD Merrill) ebbe un piccolo ruolo come figlia della signora Bates (interpretata da Anna Lee), e quando Davis partecipò al Festival di Cannes per promuovere la pellicola, la figlia sedicenne incontrò Jeremy Hyman, un dirigente della Seven Arts Productions; dopo un breve corteggiamento sposò Hyman con il permesso della madre, ma il matrimonio rimase al momento segreto.
Nell'ottobre del 1962 fu annunciata la sua partecipazione come guest star a quattro episodi della serie della CBS-TV Perry Mason. Bette Davis era una fan del personaggio e fu la prima delle guest star apparse nella serie; l'episodio Il caso di Constant Doyle iniziò le riprese il 12 dicembre 1962 e venne trasmesso il 31 gennaio 1963.

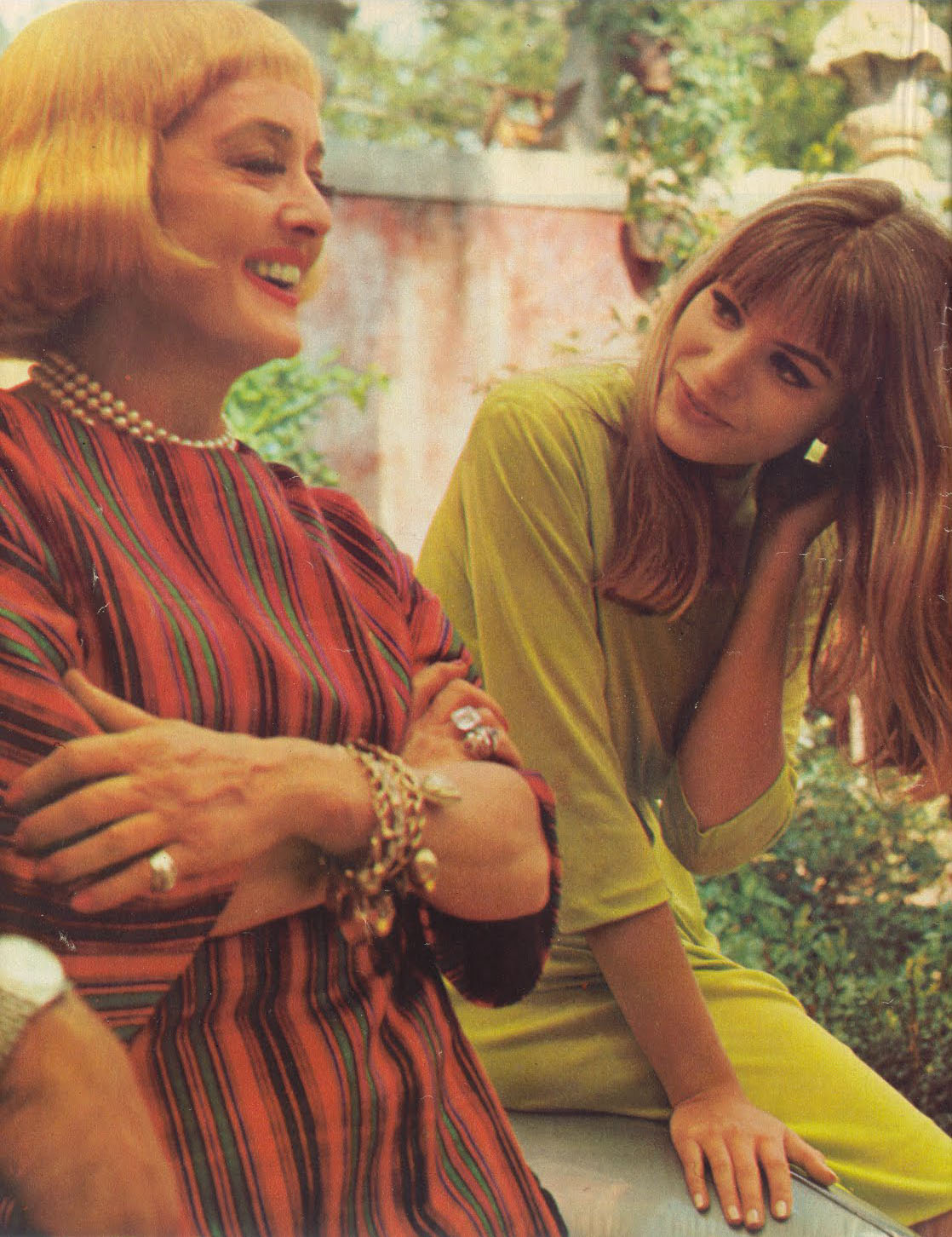
Bette Davis e Catherine Spaak in una pausa sul set di La noia (1963)

Nel settembre del 1962 aveva intanto fatto pubblicare un clamoroso annuncio nella rivista Variety: "Madre di tre bambini di 10, 11 e 15 anni, divorziata, americana, trent'anni di esperienza come attrice cinematografica, versatile e più affabile di quanto si dica, cerca impiego stabile a Hollywood. Bette Davis, c/o Martin Baum, G.A.C.[3] Referenze a richiesta". Recitò poco dopo in Chi giace nella mia bara? (1964) di Paul Henreid, un melodramma poliziesco in cui interpretava due gemelle, remake della versione messicana del film interpretata da Dolores del Río. In Quando l'amore se n'è andato (1964) di Edward Dmytryk, un melodramma romantico basato su un romanzo di Harold Robbins, interpretò la madre di Susan Hayward (che in realtà aveva solo una decina d'anni meno di lei), ma le riprese furono ostacolate da accese discussioni tra la due attrici. Nel 1963 si recò a Roma per partecipare al film La noia di Damiano Damiani, ove interpretava la ricca madre americana di Horst Buchholz, ma la pellicola non ebbe buoni riscontri di critica e pubblico, e deluse molto la stessa Davis.
Nel 1964 tornò a lavorare per Robert Aldrich nel film Piano... piano, dolce Carlotta. Il regista aveva pianificato di riunirla con Joan Crawford e all'inizio sembrò esserci riuscito, ma subito dopo l'inizio delle riprese Davis pretese di essere accreditata come produttrice esecutiva e di avere il pieno controllo artistico della pellicola: fu questa la sua vendetta personale nei confronti della rivale. Davis tagliò diverse scene della collega e la costrinse a rigirarne altre. A quel punto, Crawford si fece ricoverare in ospedale e abbandonò il film; Aldrich cercò di farla tornare sul set, ma a causa delle sue pretese venne alla fine sostituita da Olivia de Havilland, suggerita dalla stessa Davis, di cui era vecchia amica e con la quale non vi fu alcun problema sul set. Il film ebbe un buon successo anche di pubblico e destò una rinnovata attenzione nei confronti di un cast di vecchie glorie che comprendeva anche Joseph Cotten, Mary Astor, Agnes Moorehead (candidata al premio Oscar come migliore attrice non protagonista) e Cecil Kellaway. Nonostante tutto, Davis non riuscì a bissare il successo del film del 1962.
L'anno successivo venne scelta come protagonista della sitcom The Decorator prodotta da Aaron Spelling; venne girato un episodio pilota, ma il progetto fu poi accantonato. Nonostante il rinnovato interesse da parte di Hollywood dopo la sua "provocatoria" inserzione di lavoro e il grande successo di Che fine ha fatto Baby Jane? del 1962, non accettò le proposte di partecipare alle pellicole I 4 del Texas (1963) di Robert Aldrich, Ciao, ciao Birdie (1963) di George Sidney, e Nick mano fredda (1967) di Stuart Rosenberg, ove doveva interpretare il ruolo della madre invalida di Paul Newman, poi assegnato a Jo Van Fleet. Nel 1967 venne fatto anche il suo nome per sostituire Judy Garland in La valle delle bambole di Mark Robson, ma la parte venne poi affidata a Susan Hayward. Nel 1968 le fu proposto il ruolo della protagonista, accanto a Susannah York, in L'assassinio di Sister George ed ancora con la direzione di Aldrich, ma la parte andò all'attrice britannica Beryl Reid, che l'aveva già interpretata con successo in teatro l'anno prima.
Delusa per non avere ottenuto gli ambìti ruoli cinematografici di Maxine Faulk in La notte dell'iguana (1964) di John Huston e di Marta in Chi ha paura di Virginia Woolf? (1966) di Mike Nichols, assegnati rispettivamente ad Ava Gardner ed Elizabeth Taylor, Davis decise di recitare in tre film di produzione inglese: con Nanny, la governante (1965) di Seth Holt ritornò al genere horror ma con poco successo, mentre andò meglio il bizzarro L'anniversario (1968) di Roy Ward Baker, una commedia nera in cui interpretava una perfida matriarca manipolatrice e con un occhio bendato, considerato dai fan il suo film migliore della maturità.

### Gli anni settanta
In Connecting Rooms di Franklin Gollings, rifacimento di una vecchia opera teatrale, girato nel 1969 e uscito solo nel 1971, Davis interpretò un'insegnante di musica coinvolta in una relazione con un suo giovane studente, ma desiderosa di conquistare un uomo della sua età (interpretato da Michael Redgrave), e ostacolata dal suo giovane amante; il film si rivelò un clamoroso flop e la sua carriera subì un'ulteriore battuta d'arresto.

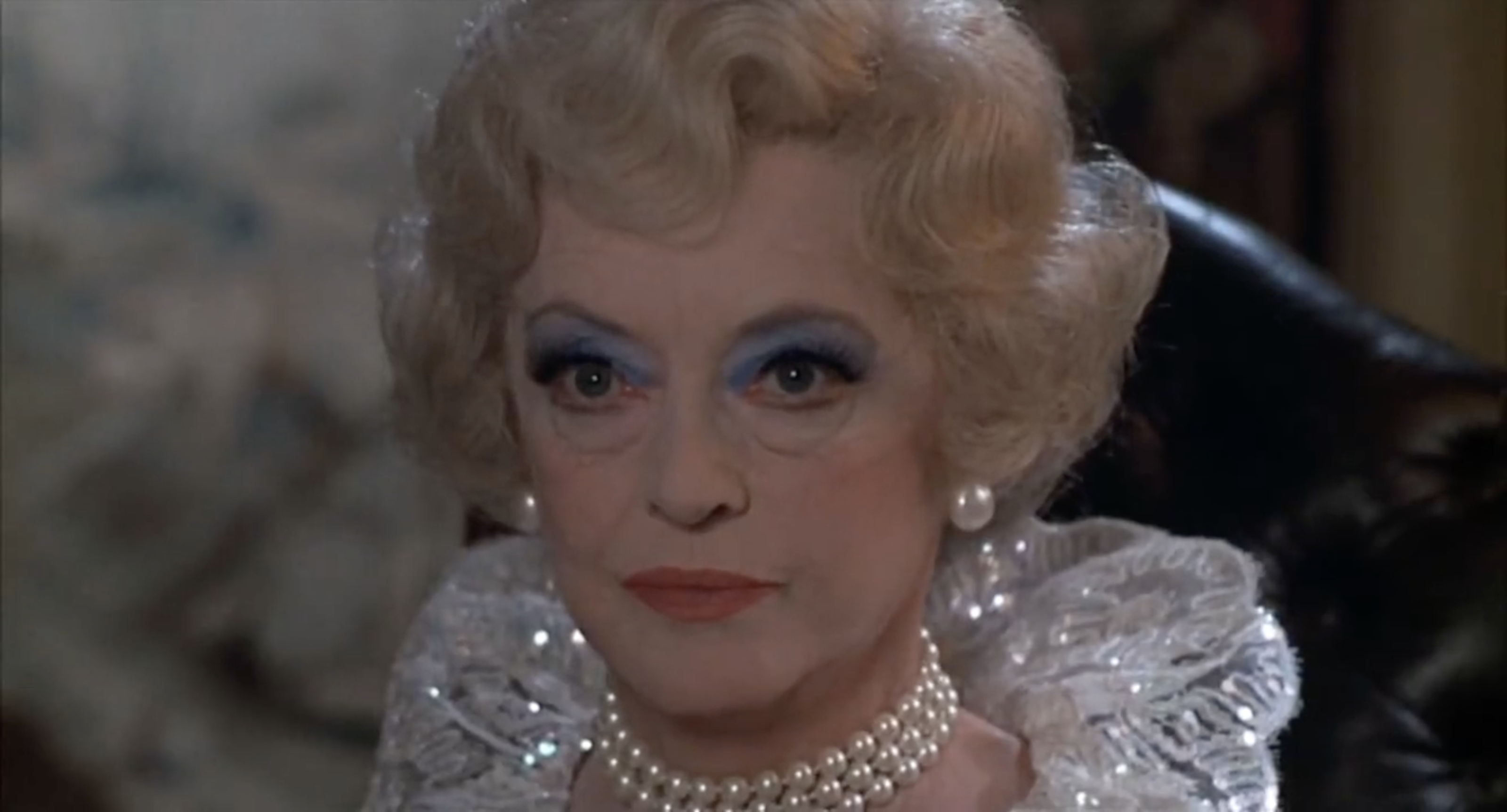
Bette Davis in Lo scopone scientifico (1972)

Nel 1971 apparve accanto ad Ernest Borgnine in Provaci ancora mamma di Gerd Oswald, che non ebbe molto successo e che provocò anche una causa intentata da Davis e dal regista nei confronti della casa produttrice. Nel 1972 tornò in Italia per recitare in Lo scopone scientifico di Luigi Comencini, con Alberto Sordi, Silvana Mangano e Joseph Cotten: l'attrice non aveva troppa fiducia nei metodi di lavorazione del cinema italiano, come sperimentato già con la pellicola di Damiani del 1963, e in particolare i suoi rapporti con Sordi non furono semplici, tanto che lei stessa lo definì antipatico, maleducato e provinciale. L'attrice, inoltre, ebbe più tardi a dichiarare: Alberto Sordi lo avevo soprannominato Alberto Sordido. Ho trovato imperdonabile il suo rifiuto di parlare in inglese con me, visto e considerato che parlava un ottimo inglese. Nello stesso anno fece coppia con Robert Wagner nel film per la TV Agente segreto al servizio di madame Sin di David Greene.
Negli anni successivi intensificò le sue partecipazioni televisive, ma apparve ancora sul grande schermo, mostrando la consueta indomabile energia e le intatte capacità di interprete, come nei film Ballata macabra (1976) di Dan Curtis, Ritorno dall'ignoto (1978) di John Hough, Assassinio sul Nilo (1978) di John Guillermin e Le balene d'agosto (1987) di Lindsay Anderson, raffinata e toccante pellicola ove recitò insieme alle vecchie glorie del cinema Lillian Gish, Vincent Price e Ann Sothern. Nel 1980 recitò in Gli occhi del parco di John Hough, primo film di genere horror prodotto dalla Disney. Per la sua notevole interpretazione, accanto a Gena Rowlands, nel film televisivo L'abisso - Storia di una madre e di una figlia (1979) di Milton Katselas vinse il Premio Emmy come migliore attrice. La sua ultima partecipazione a una produzione televisiva risale a Quando l'estate muore (1986) di Jean-Claude Tramont, ove recitò accanto a Scott Glenn e Jamie Lee Curtis. Nel 1989, poco prima di morire, apparve ancora sul grande schermo in Strega per un giorno di Larry Cohen, nel ruolo di Miranda, una vecchia strega.

### Ultimi anni

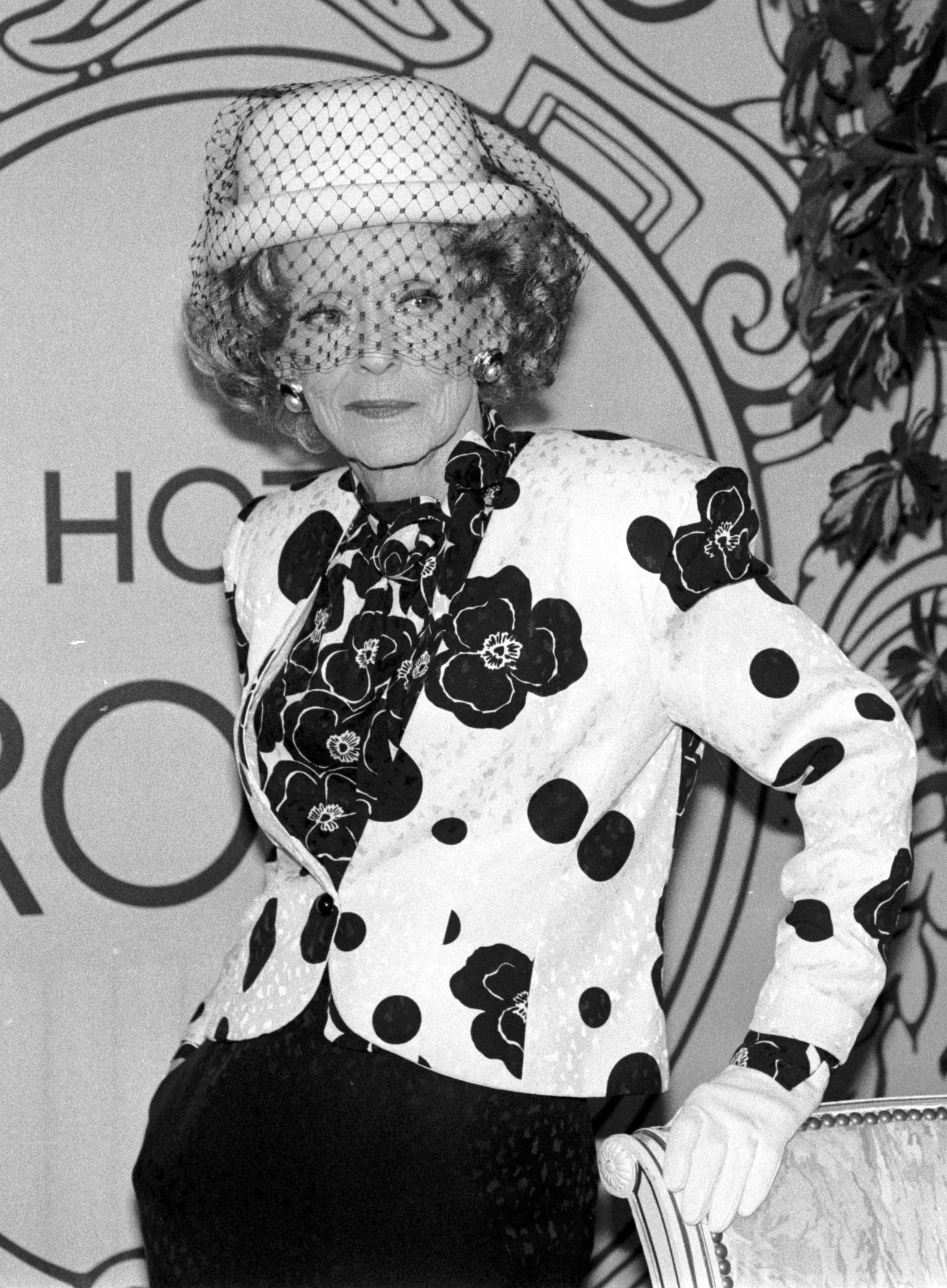
Bette Davis nel 1987

Nell'ultimo periodo della sua vita fu afflitta da diversi problemi di salute: dapprima sviluppò una osteomielite, che riuscì a curare; nel 1983 venne operata di un tumore al seno, dopodiché in rapida successione fu colpita da un ictus e poi da un infarto. Morì a Parigi il 6 ottobre 1989, all'età di 81 anni. Pochi giorni prima aveva ritirato un premio alla carriera al Festival cinematografico di San Sebastian. Le sue spoglie riposano presso il Forest Lawn Memorial Park "Hollywood Hills" di Los Angeles.

## Vita privata
Bette Davis si sposò quattro volte:
- con Harmon Nelson (dal 1932 al 1939);
- con Arthur Farnsworth (dal 1940 fino alla morte di lui nel 1943);
- con William Grant Sherry (dal 1945 al 1950), da cui ebbe una figlia, Barbara (1947):
- con l'attore Gary Merrill (dal 1950 al 1960), con cui adottò due figli, Michael e Margot.

Nel 1985 la figlia Barbara pubblicò il libro My Mother's Keeper, descrivendo tra l'altro la madre come «un'isterica alcolizzata». Davis rimase molto colpita e nel 1987 replicò a sua volta, quasi come in risposta, pubblicando l'autobiografico This'n'That.

## Filmografia

### Cinema
- The Bad Sister, regia di Hobart Henley (1931)
- Il richiamo dei figli (Seed), regia di John M. Stahl (1931)
- La donna che non si deve amare (Waterloo Bridge), regia di James Whale (1931)
- Way Back Home, regia di William A. Seiter (1931)
- The Menace, regia di Roy William Neill (1932)
- Hell's House, regia di Howard Higgin (1932)
- The Man Who Played God, regia di John G. Adolfi (1932)
- So Big!, regia di William A. Wellman (1932)
- The Rich Are Always with Us, regia di Alfred E. Green (1932)
- The Dark Horse, regia di Alfred E. Green (1932)
- Tentazioni (The Cabin in the Cotton), regia di Michael Curtiz (1932)
- Three on a Match, regia di Mervyn LeRoy (1932)
- 20.000 anni a Sing Sing (20,000 Years in Sing Sing), regia di Michael Curtiz (1932)
- Uomini nello spazio (Parachute Jumper), regia di Alfred E. Green (1933)
- Lo zio in vacanza (The Working Man), regia di John G. Adolfi (1933)
- Ex-Lady, regia di Robert Florey (1933)
- Bureau of Missing Persons, regia di Roy Del Ruth (1933)
- The Big Shakedown, regia di John Francis Dillon (1934)
- Le armi di Eva (Fashions of 1934), regia di William Dieterle (1934)
- Jimmy il gentiluomo (Jimmy the Gent), regia di Michael Curtiz (1934)
- Nebbia a San Francisco (Fog Over Frisco), regia di William Dieterle (1934)
- Schiavo d'amore (Of Human Bondage), regia di John Cromwell (1934)
- Housewife, regia di Alfred E. Green (1934)
- Il selvaggio (Bordertown), regia di Archie Mayo (1935)
- The Girl from 10th Avenue, regia di Alfred E. Green (1935)
- Miss prima pagina (Front Page Woman), regia di Michael Curtiz (1935)
- Il grande nemico (Special Agent), regia di William Keighley (1935)
- Paura d'amare (Dangerous), regia di Alfred E. Green (1935)
- La foresta pietrificata (The Petrified Forest), regia di Archie Mayo (1936)
- Mogli di lusso (The Golden Arrow), regia di Alfred E. Green (1936)
- Satan Met a Lady, regia di William Dieterle (1936)
- Le 5 schiave (Marked Woman), regia di Lloyd Bacon e Michael Curtiz (non accreditato) (1937)
- L'uomo di bronzo (Kid Galahad), regia di Michael Curtiz (1937)
- Avventura a mezzanotte (It's Lov I'm After), regia di Archie Mayo (1937)
- Vivo per il mio amore (That Certain Woman), regia di Edmund Goulding (1937)
- Figlia del vento (Jezebel), regia di William Wyler (1938)
- Io ti aspetterò (The Sisters), regia di Anatole Litvak (1938)
- Tramonto (Dark Victory), regia di Edmund Goulding (1939)
- Il conquistatore del Messico (Juarez), regia di William Dieterle (1939)
- Il grande amore (The Old Maid), regia di Edmund Goulding (1939)
- Il conte di Essex (The Private Lives of Elizabeth and Essex), regia di Michael Curtiz (1939)
- Paradiso proibito (All This, and Heaven Too), regia di Anatole Litvak (1940)
- Ombre malesi (The Letter), regia di William Wyler (1940)
- La grande menzogna (The Great Lie), regia di Edmund Goulding (1941)
- Shining Victory, regia di Irving Rapper (1941) - non accreditata
- Sposa contro assegno (The Bride Came C.O.D.), regia di William Keighley (1941)
- Piccole volpi (The Little Foxes), regia di William Wyler (1941)
- Il signore resta a pranzo (The Man Who Came to Dinner), regia di William Keighley (1942)
- In questa nostra vita (In This Our Life), regia di John Huston (1942)
- Perdutamente tua (Now, Voyager), regia di Irving Rapper (1942)
- Quando il giorno verrà (Watch on the Rhine), regia di Herman Shumlin (1943)
- Sotto le stelle di Hollywood (Thank Your Lucky Stars), regia di David Butler (1943)
- L'amica (Old Acquaintance), regia di Vincent Sherman (1943)
- La signora Skeffington (Mr. Skeffington), regia di Vincent Sherman (1944)
- Ho baciato una stella (Hollywood Canteen), regia di Delmer Daves (1944)
- Il grano è verde (The Corn is Green), regia di Irving Rapper (1945)
- L'anima e il volto (A Stolen Life), regia di Curtis Bernhardt (1946)
- Il prezzo dell'inganno (Deception), regia di Irving Rapper (1946)
- L'uomo proibito (Winter Meeting), regia di Bretaigne Windust (1948)
- Vorrei sposare (June Bride), regia di Bretaigne Windust (1948)
- Peccato (Beyond the Forest), regia di King Vidor (1949)
- Eva contro Eva (All About Eve), regia di Joseph L. Mankiewicz (1950)
- L'ambiziosa (Payment on Demand), regia di Curtis Bernhardt (1951)
- La fossa dei peccati (Another Man's Poison), regia di Irving Rapper (1951)
- Telefonata a tre mogli (Phone Call from a Stranger), regia di Jean Negulesco (1952)
- La diva (The Star), regia di Stuart Heisler (1952)
- Il favorito della grande regina (The Virgin Queen), regia di Henry Koster (1955)
- Al centro dell'uragano (Storm Center), regia di Daniel Taradash (1956)
- Pranzo di nozze (The Catered Affair), regia di Richard Brooks (1956)
- Il grande capitano (John Paul Jones), regia di John Farrow (1959)
- Il capro espiatorio (The Scapegoat), regia di Robert Hamer (1959)
- Angeli con la pistola (Pocketful of Miracles), regia di Frank Capra (1961)
- Che fine ha fatto Baby Jane? (What Ever Happened to Baby Jane?), regia di Robert Aldrich (1962)
- La noia, regia di Damiano Damiani (1963)
- Chi giace nella mia bara? (Dead Ringer), regia di Paul Henreid (1964)
- Quando l'amore se n'è andato (Where Love Has Gone), regia di Edward Dmytryk (1964)
- Piano... piano, dolce Carlotta (Hush... Hush, Sweet Charlotte), regia di Robert Aldrich (1964)
- Nanny, la governante (The Nanny), regia di Seth Holt (1965)
- L'anniversario (The Anniversary), regia di Roy Ward Baker (1968)
- Connecting Rooms, regia di Franklin Gollings (1970)
- Provaci ancora mamma (Bunny O'Hare), regia di Gerd Oswald (1971)
- Agente segreto al servizio di madame Sin (Madame Sin), regia di David Greene (1972)
- Lo scopone scientifico, regia di Luigi Comencini (1972)
- Ballata macabra (Burnt Offerings), regia di Dan Curtis (1976)
- Ritorno dall'ignoto (Return from Witch Mountain), regia di John Hough (1978)
- Assassinio sul Nilo (Death on the Nile), regia di John Guillermin (1978)
- Gli occhi del parco (The Watcher in the Woods), regia di John Hough (1980)
- Terrore in sala (Terror in the Aisles), regia di Andrew J. Kuehn – documentario (1984)
- Le balene d'agosto (The Whales of August), regia di Lindsay Anderson (1987)
- Strega per un giorno (Wicked Stepmother), regia di Larry Cohen (1989)

### Televisione
- The 20th Century-Fox Hour – serie TV, episodio 1x10 (1956)
- Schlitz Playhouse of Stars – serie TV, episodio 6x26 (1957)
- Telephone Time – serie TV, episodio 2x31 (1957)
- General Electric Theater – serie TV, episodi 5x25-6x27 (1957-1958)
- Studio 57 – serie TV, episodio 4x17 (1958)
- Suspicion – serie TV, episodio 1x28 (1958)
- Alfred Hitchcock presenta (Alfred Hitchcock Presents) – serie TV, episodio 4x16 (1959)
- June Allyson Show (The DuPont Show with June Allyson) – serie TV, episodio 1x02 (1959)
- Carovane verso il West (Wagon Train) – serie TV, episodi 2x18-3x05-5x12 (1959-1961)
- Il virginiano (The Virginian) – serie TV, episodio 1x13 (1962)
- Perry Mason – serie TV, episodio 6x16 (1963)
- The Decorator – pilota televisivo (1965)
- Gunsmoke – serie TV, episodio 12x03 (1966)
- Operazione ladro (It Takes a Thief) – serie TV, episodio 3x17 (1970)
- The Judge and Jake Wyler, regia di David Lowell Rich – film TV (1972)
- L'ombra di Jennifer (Scream, Pretty Peggy), regia di Gordon Hessler – film TV (1973)
- Hello Mother, Goodbye, regia di Peter H. Hunt – pilota televisivo (1974)
- La scomparsa di Aimée (The Disappearance of Aimee), regia di Anthony Harvey – film TV (1976)
- Laugh-in – serie TV, episodio pilota (1977)
- La casa (The Dark Secret of Harvest Home) – miniserie TV, 2 puntate (1978)
- L'abisso - Storia di una madre e di una figlia (Strangers – Story of a Mother and Doughter), regia di Milton Katselas – film TV (1979)
- Mamma bianca (White Mama), regia di Jackie Cooper – film TV (1980)
- Le strade del cielo (Skyward), regia di Ron Howard – film TV (1980)
- Bentornata, zia Elisabeth! (Family Reunion), regia di Fielder Cook – miniserie TV, 2 puntate (1981)
- A piano for Mrs. Cimino, regia di George Schaefer – film TV (1982)
- Gloria Vanderbilt (Little Gloria... Happy at Last) – miniserie TV, 2 puntate (1982)
- L'ultimo viaggio (Right of Way), regia di George Schaefer – film TV (1983)
- Hotel – serie TV, episodio pilota 1x00 (1983)
- Assassinio allo specchio (Murder With Mirrors), regia di Dick Lowry – film TV (1985)
- Quando l'estate muore (As Summers Die), regia di Jean-Claude Tramont – film TV (1986)

### Cortometraggi
- Just Around the Corner (1933)
- A Day at Santa Anita  (1937)
- For Auld Lang Syne (1938)
- Breakdowns of 1938 (1938)
- If I Forget You  (1940)
- Breakdowns of 1941 (1941)
- The Present with a Future (1943)
- Show Business at War (1943)
- Breakdowns of 1949  (1949)

## Teatro
- The Earth Between, di Virgil Geddess, regia di James Light. Provincetown Playhouse di Broadway (1929)
- Broken Dishes, di Martin Flavin, regia di Marion Gering. Ritz Theatre di Broadway (1929)
- Solid South, di Lawton Campbell, regia di Rouben Mamoulian. Lyceum Theatre di Broadway (1930)
- Two's Company, di autori vari, regia di Jerome Robbins e Jules Dassin. Alvin Theatre di Broadway (1952)
- The Wold of Carl Sandburg, testo e regia di Norman Corwin. Henry Miller's Theatre di Broadway (1960)
- La notte dell'iguana, di Tennessee Williams, regia di Frank Corsaro. Royal Theatre di Broadway (1961)
- Miss Moffatt, colonna sonora di Albert Hague, libretto di Emlyn Williams, regia di joshua Logan. Shubert Theater di Filadelfia (1974)

## Opere
- Bette Davis, The Lonely Life. An Autobiography, London, MacDonald, 1962.
  - (IT) Bette Davis, Lo schermo della solitudine, Roma, Lithos, 2011, SBN TSA1341824.
- Bette Davis, This'n'That, con Michael Herskowitz, New York, G. P. Putnam's Sons, 1987.

## Riconoscimenti
- Premio Oscar
  - 1935 – Candidatura alla miglior attrice per Schiavo d'amore
  - 1936 – Miglior attrice per Paura d'amare
  - 1939 – Miglior attrice per Figlia del vento
  - 1940 – Candidatura alla miglior attrice per Tramonto
  - 1941 – Candidatura alla miglior attrice per Ombre malesi
  - 1942 – Candidatura alla miglior attrice per Piccole volpi
  - 1943 – Candidatura alla miglior attrice per Perdutamente tua
  - 1945 – Candidatura alla miglior attrice per La signora Skeffington
  - 1951 – Candidatura alla miglior attrice per Eva contro Eva
  - 1953 – Candidatura alla miglior attrice per La diva
  - 1963 – Candidatura alla miglior attrice per Che fine ha fatto Baby Jane?
- Golden Globe
  - 1951 – Candidatura alla migliore attrice in un film drammatico per Eva contro Eva
  - 1962 – Candidatura alla migliore attrice in un film commedia o musicale per Angeli con la pistola
  - 1963 – Candidatura alla miglior attrice in un film drammatico per Che fine ha fatto Baby Jane?
- Festival di Cannes
  - 1951 – Prix d'interprétation féminine per Eva contro Eva
- Hollywood Walk of Fame
  - 1960 – 2 Stelle (cinema e televisione)
- Mostra internazionale d'arte cinematografica
  - 1937 – Coppa Volpi per la miglior interpretazione femminile per L'uomo di bronzo e Le 5 schiave
- Nastro d'argento
  - 1952 – Miglior attrice straniera per Eva contro Eva
- New York Film Critics Circle Awards
  - 1950 – Miglior attrice protagonista per Eva contro Eva

## Doppiatrici italiane
- Lydia Simoneschi in Paura d'amare, Sposa contro assegno, Perdutamente tua, La signora Skeffington, Ho baciato una stella, L'anima e il volto, L'uomo proibito, Vorrei sposare, Peccato, Eva contro Eva, La fossa dei peccati, Telefonata a tre mogli, La diva, Il favorito della grande regina, Alfred Hitchcock presenta, Pranzo di nozze, Al centro dell'uragano, Il grande capitano, Angeli con la pistola, Quando l'amore se n'è andato, Piano... piano, dolce Carlotta, Provaci ancora mamma
- Andreina Pagnani in Figlia del vento, Il conquistatore del Messico, Il grande amore, Il conte di Essex, Paradiso proibito, Ombre malesi, Il signore resta a pranzo, Quando il giorno verrà, L'amica, Il prezzo dell'inganno
- Eva Ricca in 20.000 anni a Sing Sing (ridoppiaggio), Nebbia a San Francisco, Miss prima pagina, La foresta pietrificata (ridoppiaggio), L'uomo di bronzo (ridoppiaggio), Perdutamente tua (ridoppiaggio), L'ambiziosa (ridoppiaggio)
- Anna Miserocchi in L'ombra di Jennifer, Assassinio sul Nilo, Bentornata, zia Elisabeth!, Terrore in sala, Assassinio allo specchio
- Elsa Camarda in Nanny, la governante, La casa, L'abisso - Storia di una madre e di una figlia, Le balene d'agosto
- Gabriella Genta in Chi giace nella mia bara?, Ritorno dall'ignoto, Gli occhi del parco
- Wanda Tettoni in Il grano è verde, Agente segreto al servizio di madame Sin
- Rina Morelli in Che fine ha fatto Baby Jane?, La noia
- Paola Mannoni in Schiavo d'amore (ridoppiaggio), L'anniversario
- Claudia Balboni in Tramonto (ridoppiaggio), In questa nostra vita (ridoppiaggio)
- Margherita Bellini in Tramonto
- Giovanna Scotto in La grande menzogna
- Evi Maltagliati in Piccole volpi
- Tina Lattanzi in In questa nostra vita
- Cesarina Gheraldi in Il capro espiatorio
- Lia Zoppelli in Lo scopone scientifico
- Adriana De Roberto in Ballata macabra
- Clara Bindi in Gloria Vanderbilt
- Serena Verdirosi in Jimmy il gentiluomo (doppiaggio tardivo)
- Paola Bacci in Figlia del vento (ridoppiaggio)
- Mila Vannucci in Io ti aspetterò (ridoppiaggio)[6]
- Ada Maria Serra Zanetti in Il conte di Essex (ridoppiaggio)
- Maria Pia Di Meo in Paradiso proibito (ridoppiaggio)
- Valeria Valeri in Piccole volpi (ridoppiaggio)
- Stefania Patruno in Il signore resta a pranzo (ridoppiaggio)
- Roberta Greganti in L'amica (ridoppiaggio)
- Manuela Andrei in Il grano è verde (ridoppiaggio)
- Paola Giannetti in Il prezzo dell'inganno (ridoppiaggio)

## Onorificenze
AFI (American Film Institute) Lifetime Achievement Award - 1977
Lincoln Center Annual Gala Tribute - 1989